# Sebastian Kerk
Sebastian Kerk (Bad Wurzach, 17 aprile 1994) è un calciatore tedesco, centrocampista del Widzew Łódź.

## Carriera

### Club
Proviene dal settore giovanile del Freiburg, con cui vince due edizioni della DFB-Pokal a livello giovanile, nel 2010-11 e nel 2011-12.
Nel 2010-11, a 16 anni, gioca nel Freiburg Under 17, con cui realizza 24 presenze e 8 gol. Nella stessa stagione viene occasionalmente aggregato anche alla formazione Under 19, con cui realizza 4 presenze in campionato e 2 (entrambe da subentrato, per un totale di 16 minuti) tra semifinale e finale della DFB-Pokal giovanile, competizione vinta proprio dal Freiburg.
Nella stagione 2011-12, a 17 anni, viene aggregato definitivamente al Freiburg Under 19, con cui realizza in totale 25 presenze e 8 gol, vincendo per il secondo anno consecutivo, questa volta da titolare fisso e da protagonista, la DFB-Pokal giovanile.
Fa il suo esordio in prima squadra, tra l'altro subito da titolare, nel massimo campionato tedesco il 18 maggio 2013, nell'incontro perso 1-2 contro lo Schalke 04. Rimane in campo 64 minuti.
Il 7 gennaio 2015 passa in prestito biennale al Norimberga, fino al 30 giugno 2016, quando fa ritorno al Freiburg.
La stagione 2016-17 la trascorre in prestito dal Freiburg al Kaiserslautern, in Serie B tedesca, dove realizza 19 presenze (12 da titolare) e una sola rete. Rimane fuori da fine ottobre a metà dicembre per la rottura del legamento sindesmotico della caviglia. Il Kaiserslautern termina la stagione al 13 posto, mantenendo la categoria. Il 30 giugno fa ritorno al Friburgo.
Il 1 luglio 2017 fa ritorno, questa volta a titolo definitivo (pagato 500.000 euro) al Norimberga, sempre in Serie B tedesca.
Nella stagione 2017/18 parte da titolare nelle prime 3 giornate di campionato, ma è costretto a saltare tutto il resto della stagione a causa di una lacerazione al tendine d'achille, non potendo essere protagonista alla promozione in Bundesliga raggiunta dalla sua squadra.
Nella stagione 2018/19, in Bundesliga, realizza 21 presenze (17 da titolare) ma nessuna rete, non riuscendo così ad evitare l'immediata retrocessione del Norimberga che chiude il campionato all'ultimo posto.

### Nazionale
Ha rappresentato l'Under-18, l'Under-19 e l'Under-20 tedesca.

## Statistiche

### Presenze e reti nei club
| Stagione           | Squadra            | Campionato         | Campionato | Campionato | Coppa nazionale | Coppa nazionale | Coppa nazionale | Coppe europee | Coppe europee | Coppe europee | Altre coppe | Altre coppe | Altre coppe | Totale | Totale |
| Stagione           | Squadra            | Comp               | Pres       | Reti       | Comp            | Pres            | Reti            | Comp          | Pres          | Reti          | Comp        | Pres        | Reti        | Pres   | Reti   |
| ------------------ | ------------------ | ------------------ | ---------- | ---------- | --------------- | --------------- | --------------- | ------------- | ------------- | ------------- | ----------- | ----------- | ----------- | ------ | ------ |
| 2011-2012          | Friburgo II        | RL                 | 19         | 7          | -               | -               | -               | -             | -             | -             | -           | -           | -           | 19     | 7      |
| 2012-2013          | Friburgo           | BL                 | 1          | 0          | CG              | 0               | 0               | -             | -             | -             | -           | -           | -           | 1      | 0      |
| 2013-2014          | Friburgo II        | RL                 | 5          | 4          | -               | -               | -               | -             | -             | -             | -           | -           | -           | 5      | 4      |
| Totale Friburgo II | Totale Friburgo II | Totale Friburgo II | 24         | 11         |                 | -               | -               |               | -             | -             |             | -           | -           | 24     | 11     |
| 2013-2014          | Friburgo           | BL                 | 15         | 0          | CG              | 2               | 0               | UEL           | 5             | 0             | -           | -           | -           | 22     | 0      |
| Totale Friburgo    | Totale Friburgo    | Totale Friburgo    | 16         | 0          |                 | 2               | 0               |               | 5             | 0             |             | -           | -           | 23     | 0      |
| Totale carriera    | Totale carriera    | Totale carriera    | 40         | 11         |                 | 2               | 0               |               | 5             | 0             |             | -           | -           | 47     | 11     |